# گولینگ آندر زالتساخ
گولینگ آندر زالتساخ (به آلمانی: Golling an der Salzach) یک منطقهٔ مسکونی در اتریش است که در ناحیه هالاین واقع شده‌است. گولینگ آندر زالتساخ ۸۲٫۱۸ کیلومتر مربع مساحت دارد ۴۷۶ متر بالاتر از سطح دریا واقع شده‌است.